# Хутор (Астраханская область)
Ху́тор, Хуторской — опустевшее и упразднённое село, существовавшее до 1940-х годов в Володарском районе Астраханской области. Дало название Хуторскому сельсовету, к которому сегодня относятся сёла Новый Рычан и Раздор, между которыми находился Хутор.

## История
Село было основано в начале XX века. Находилось к северо-востоку от Нового Рычана на берегу реки Макарка, бывшей в те годы судоходной. Владельцем этих земель до революции был Кутлаев, живший в Астрахани. В Хуторе преимущественно проживали казахи и русские, жило также несколько татарских семей. До революции в селе была построена мечеть, проработавшая до рубежа 1920-х и 1930-х годов. Муллой в ней служил местный житель по фамилии Саубенов. В 1931 году здание мечети было передано созданной в селе школе. Постепенно жители Хутора стали переезжать в Новый Рычан, где действовал рыбный промысел. В 1940 году туда была перенесена и школа, и село постепенно опустело.
На немецкой карте 1942 года присутствует под названием Хуторской. Hа советской карте 1985 года на месте бывшего села значится одноимённая возвышенность — бугор Хуторской.